# Saša Živec
Saša Aleksander Živec (ur. 2 kwietnia 1991 w Šempeterze pri Gorici) – słoweński piłkarz, występujący na pozycji pomocnika.

## Kariera sportowa
Wychowanek Goricy, w swojej karierze reprezentował także barwy takich klubów jak: Primorje, CSKA Sofia, Domžale, Piast Gliwice i Omonia Nikozja. Wystąpił w dwóch meczach reprezentacji Słowenii do lat 21. W 2023 dołączył do trzecioligowej Wieczystej Kraków. W sezonie 2023/2024 awansował z nią do II ligi, odszedł po jego zakończeniu.

## Sukcesy

### CSKA Sofia
- Superpuchar Bułgarii: 2011

### Gorica
- Puchar Słowenii: 2013/14